# كليفراك (نيويورك)
كليفراك (بالإنجليزية: Claverack, New York)‏ هي بلدة أمريكية تقع في الولايات المتحدة في مقاطعة كولومبيا، نيويورك. يقدر عدد سكانها بـ 6,021 نسمة ومساحتها 124.2 كم2 وترتفع عن سطح البحر 159 متر.

## أعلام
- روبرت لي روي ليفينغستون
- إليزابيث فريمان
- جيمس واتسون ويب
- توماس دبليو. لامونت